# Wilhelm Lützow
Wilhelm Lützow (n. 19 mai 1892, Esslingen am Neckar, Baden-Württemberg, Germania – d. 31 octombrie 1915, Marne, Champagne-Ardenne, Franța) a fost un înotător, medaliat olimpic. A participat la o ediție a Jocurilor Olimpice (1912) în care a câștigat o medalie de argint.

## Participări
Lista de mai jos prezintă principalele competiții la care a participat Wilhelm Lützow de-a lungul carierei.
- swimming at the 1912 Summer Olympics – men's 200 metre breaststroke[*]